# 세계한센포럼
2010 세계한센포럼(World Forum on Hansen`s Disease)은 '소외에서 소통으로'라는 주제로, 서울 코엑스와 전라남도 소록도에서 개최된 국제 한센병 학술포럼이다.

## 조직
2010 세계한센포럼은 보건복지부가 후원하고 2010 세계한센포럼조직위원회(공동조직 위원장: 국회의원 김춘진, 이길용 한빛복지협회장) 주최로 개최되었다.
그간의 한센병 관련 국제회의가 한센병 퇴치 등 보건의료부분에 국한된 것에서 벗어나, 한센인의 인권회복과 복지증진을 중점 논의하는 세계 최초의 국제회의로, 인도·캄보디아·가나·필리핀 등 유병국가와 미국·영국·노르웨이 등으로부터 참석한 한센인 전문가, WHO 등 국제기구 전문가, 그리고 학계, 법조계, 언론계, 40여명이 연사로 토론에 참가했으며 총 17개국에서 약 1천여명이 참석했다.

## 활동
2010년 11월 24일 코엑스 오디토리움에서 개최된 개회식에서는 반기문 UN사무총장이 다음과 같이 축하영상 메시지를 보냈다.
"지난 세기 동안 우리는 한센병은 치료가 불가능한 질병이라 생각해왔습니다. 그러나 우리는 이제 한센병이 완치는 어려울지라도 치료가 가능하다는 사실을 압니다. 지난 20년 동안 유병국가의 수는 90% 이상 감소하였고, 한센병은 퇴치직전에 있습니다. 그러나 아직도 한센인에 대한 차별은 지속되고 있으며, 기본 권리조차 침해당하고 있습니다. 우리는 이들을 도와야 합니다. 이것이 본 포럼의 주요목적이며 현 상황에 대해 파악할 수 있는 중요한 수단입니다. 우리는 함께 경험을 공유하고 해결방안을 모색해야 할 것입니다."
"그 누구보다도 한센인 스스로가 가장 필요한 것이 무엇인지 알고 있으며, 그들은 도움이 필요합니다. 함께 헤쳐나갑시다. 우리 모두가 사회에서 공평하고 평등하게 삶을 누릴 수 있도록 그들의 권리를 보호하고 개선해야 합니다. 세계한센포럼의 성공적인 개최를 기원하며, 유엔 그리고 WHO는 앞으로도 세계한센포럼과 함께 할 것입니다."
또 개회식에서 한승수 전 총리와 故 이종욱박사에게 한센공로상의 수상식이 거행되었다.
3일간의 일정 동안 8개의 각각의 주제를 가진 세션을 통해 각계전문가의 발표와 토론이 진행되었고, 사진전, 미니영화제, 미니음악제 등의 부대행사도 열렸다. 그리고 세계 한센인의 인권회복과 복지증진을 위한 총 12개 조항의 '서울 선언문'이 채택, 선포되었다.